# 無原罪の御宿り (エル・グレコ、トレド)
『無原罪の御宿り』（むげんざいのおんやどり、西: Inmaculada Concepción、英: The Immaculate Conception) は、ギリシア・クレタ島出身のマニエリスム期のスペインの巨匠エル・グレコが1607–1613年に制作した油彩画で、トレドのサン・ビセンテ教会内の、寄進者の貴婦人の名をつけた「イサベル・デ・オバーリェ礼拝堂」祭壇装飾のために描かれた。本作の主題は、聖母マリアの姿の激しい上昇感ゆえに伝統的に「聖母被昇天」とされてきたが、「聖母被昇天」の主題に特有のモティーフである石棺や12人の使徒が描かれていないこと、そして、地上に描かれた「無原罪の御宿り」のアトリビュート (エル・グレコの息子のホルヘ・マヌエルの手になるものであろう) を根拠に「無原罪の御宿り」に変更された。しかも、初めに祭壇画を委嘱した先任画家には「無原罪の御宿り」として発注されていた。現在、作品はトレドのサンタ・クルス美術館に収蔵されている。

## 解説
「無原罪の御宿り」とは、アダムとイヴが犯した罪ゆえにその子孫である人間はすべて生まれながらにして原罪を持っているが、聖母マリアはアダムとイヴの子孫ではなく、その原罪を免れているという信仰である。その信仰は中世末に形成されたが、スペインは国をあげてこの信仰を支持し、これをカトリック教会の教義とするよう教皇庁に熱心に働きかけた国であった。処女の聖アンナの胎内に聖母マリアが宿ったという信仰を図示することは難しい。そこで、『旧約聖書』の「雅歌」や、「ヨハネ黙示録」に用いられた象徴をアトリビュートとして使い、若い女性が天から下る姿を描くことによって、この主題を表現したのである。この図像は16世紀に広く一般化した。本作では、主題を表すアトリビュートとして、ダビデの塔 (画面下左)、閉ざされた庭 (画面下のトレドの町)、トゲのないバラ、穢れのない鏡 (画面下右端)、太陽と月などが描かれている。
主題が「無原罪の御宿り」であるとしても、しかし、画面に見られる聖母の上昇感も無視できない。「聖母被昇天」の主題は13世紀のゴシック彫刻で初めて取り上げられるようになり、以降宗教美術の重要な主題であった。「聖母被昇天」では、聖母は歓喜の表情を浮かべて中空に立つか、玉座に座り、楽器を手にした天使たちに守られて昇天していく。エル・グレコもまた、スペイン到着後まもなくサント・ドミンゴ・エル・アンティグオ聖堂のための祭壇衝立のメイン・パネルに『聖母被昇天』(シカゴ美術館) を描いている。本作は、「マリアは穢れを免れている (無原罪) ゆえに死からよみがえり天に迎えられた (被昇天) 」という2つの主題の融合図であると見ることもできる。作品の図像のすべてがさまざまな光源に由来する光を受けて揺れ動く炎と化し、天と地を結ぶ巨大な竜巻状の螺旋構図の中でマリア讃歌を奏でている。